# Sieg über die Dämmerung

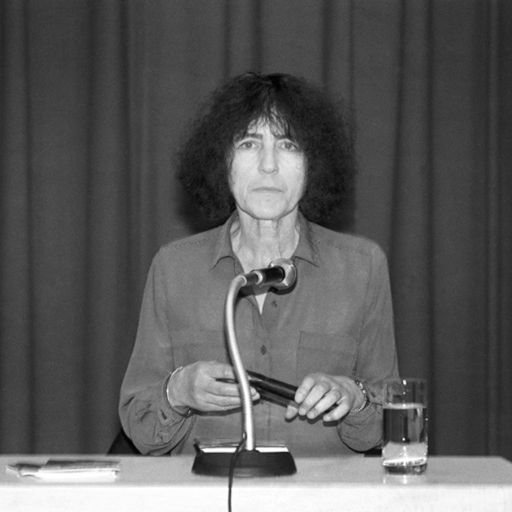
Gabriele Wohmann (1992)

Sieg über die Dämmerung ist eine kleine Erzählung von Gabriele Wohmann, die 1958 entstand und 1960 in der gleichnamigen Kurzgeschichtensammlung bei Piper in München erschien.

## Inhalt
Im weitläufigen Obstgarten am Haus wiederholt sich, an einem zumeist regnerischen Novembertag, alljährlich ein grünliches Schauspiel. Gift-David, mit dem unvermeidlichen Dreiradkarren, erhebt seinen schmalen meterlangen Messingstab und hüllt Obstbaum für Obstbaum in einen grünen Giftnebel. Die Ich-Erzählerin und ihre ältere Schwester Doda beobachten vom großen Nordfenster der oberen Diele das Ereignis.
Die Mutter weiß, hinter dem Giftnebel verbirgt sich ein schöner Mann. Eines aufkommenden Schneesturms wegens bittet der Vater den Gewohnheitstrinker Gift-David nach getaner Arbeit in die Küche. Der entscheidende Passus in der kleinen Geschichte kann mit Ran an den Mann! überschrieben werden:
„Als ich mit Doda allein war, sagte ich:
- Komm, wir gehn in die Küche.
Ich drängelte, Doda wehrte ab, aber ich wußte, daß sie darauf wartete, in die Küche getrieben zu werden.“
David, ganz schön angetrunken, freut sich über den Auftritt der beiden jungen Damen. Die zwei Mädchen verstecken sich in der titelgebenden Dämmerung des Erkers. Steif sitzend starren sie ins Licht. David grölt. Er findet die beiden „süß“, bemerkt, „die eine hat schon Figur“ und meint damit Doda. Er nähert sich den Kindern und als er Doda küssen will, wirft sich die Erzählerin dazwischen. David merkt anscheinend im Suff gar nicht, dass er der falschen, also der Kleinen ohne Figur, seinen „bissigen Giftkuß“ aufdrückt.
Der Schneesturm geht vorüber. David taucht „in den Winterabend“.

## Rezeption
- Nach Häntzschel[4] liegt Autobiographisches, weiter nichts als ein handlungsarmes Stimmungsbild aus der Kindheit, vor.

### Ausgaben
- Sieg über die Dämmerung, S. 93–99 in: Gabriele Wohmann: Ausgewählte Erzählungen aus zwanzig Jahren. Herausgegeben von Thomas Scheuffelen. Band 1 (1956–1963). 209 Seiten. Luchterhand (Sammlung Luchterhand 296), Darmstadt 1979 (2. Aufl. 1980), ISBN 3-472-61296-7 (enthält noch: Ein unwiderstehlicher Mann. Wiedersehen in Venedig. Eine Okkasion. Eine großartige Eroberung. Der Antrag. Die Klavierstunde. Das Morgengebet. Zu Besuch. Das dicke Wilhelmchen. Trinken ist das Herrlichste. In der Veranda. Grün ist schöner. Im Irrgarten. Komm donnerstags. Ich Sperber. Mein Freund, das neue Jahr. Eine Schande für den Park. Denk immer an heut nachmittag. Wenn ich es vorschlage. Regensommer. Die Verabredung. Evas Besuch. Nur keine Aufregung. Der Report. Alberts Programm. Ein Fall von Leichtsinn. Die Lok)

### Erstausgabe
Verwendete Ausgabe
- Gabriele Wohmann: Sieg über die Dämmerung. Erzählungen. 155 Seiten. Piper (Serie Piper Nr. 98), München 1960 (Aufl. 1974), ISBN 3-492-00398-2 (enthält noch: Im Irrgarten. Der Abflug. Wir hatten so viel vor. Die Friedfertigen. Sie sind alle reizend. Ein ganz uraltes Vorhaben. Hartes Laub. Der Neger. Im Tunnel. Der Strom. Muränenfang. In einem dürren Sommer. Hinter dem Pfeiler. Käme doch Schnee. Der Spaziergang. Traumtag. Der Antrag. Grün ist schöner. Elstern)

### Sekundärliteratur
- Günter Häntzschel, Jürgen Michael Benz, Rüdiger Bolz, Dagmar Ulbricht: Gabriele Wohmann. Verlag C. H. Beck, Verlag edition text + kritik, München 1982, Autorenbücher Bd. 30, 166 Seiten, ISBN 3-406-08691-8